# Rick Pitino

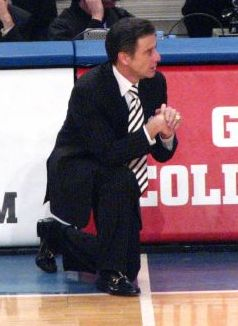
Rick Pitino em 2007.

Rick Pitino (nascido em 18 de setembro de 1952) é um treinador de basquetebol estadunidense. Desde 2001 é treinador do Louisville Cardinals, o programa do basquete universitário da Universidade de Lousiville na NCAA. Ele também serviu como técnico do Boston Celtics e New York Knicks, clubes da National Basketball Association (NBA), com campanha média.